# 2012-es ETCC Európa-nagydíj
A 2012-es ETCC imolai nagydíj a 2012-es túraautó-Európa-kupa negyedik futama. 2012. június 24-én rendezték meg az Autodromo Enzo e Dino Ferrari pályán, Imolában.

## Nevezési lista
| Csapat                            | Autó                | Osztály | #  | Pilóta                  |
| --------------------------------- | ------------------- | ------- | -- | ----------------------- |
| Krenek Motorsport                 | BMW 320si           | S2000   | 2  | Petr Fulín              |
| Borusan Otomotiv Motorsport       | BMW 320si           | S2000   | 3  | Aytaç Biter             |
| Liqui Moly Team Engstler          | BMW 320si           | S2000   | 4  | Igor Skuz               |
| Rado Central KFT - RCM Motorsport | Peugeot 407         | S2000   | 5  | Tim Gábor               |
| Rikli Motorsport                  | Honda Civic FD      | S2000   | 6  | Peter Rikli             |
| Rikli Motorsport                  | Honda Accord        | S2000   | 9  | Christian Fischer       |
| XFX Unicorse                      | Alfa Romeo 156      | S2000   | 7  | Ficza Ferenc            |
| SUNRED Engineering                | SEAT León 2.0 TDI   | S2000   | 8  | Fernando Monje          |
| Scuderia Proteam Racing           | BMW 320si           | S2000   | 10 | Alessandro Vita Kouzkin |
| Pfister Racing                    | SEAT León Supercopa | SMT     | 22 | Andreas Pfister         |
| Stian Paulsen Racing Team         | SEAT León Supercopa | SMT     | 23 | Stian Paulsen           |
| PCR Sport                         | SEAT León Supercopa | SMT     | 24 | Urs Sonderegger         |
| ASK Vitro Racing                  | Honda Civic Type-R  | SuPro   | 31 | Aleksandar Toic                        |
| F Motorsport                      | BMW 320i            | SuPro   | 32 | Fabio Fabiani           |
| Nikolay Karamyshev                | Honda Civic Type-R  | SuPro   | 33 | Nikolay Karamyshev      |
| Ravenol Team SAN                  | Ford Fiesta 1.6 16V | S1600   | 42 | Ulrike Krafft           |
| Ravenol Team SAN                  | Ford Fiesta 1.6 16V | S1600   | 44 | Paulo Necchi            |
| Ravenol Team Gena                 | Ford Fiesta 1.6 16V | S1600   | 43 | Kevin Krammes           |
| ATM Racing                        | Ford Fiesta 1.6 16V | S1600   | 45 | Klaus Bingler           |
| Maurer Motorsport                 | Chevrolet Aveo      | S1600   | 46 | Alexander Frolov        |
| Maurer Motorsport                 | Chevrolet Aveo      | S1600   | 47 | Vadim Meshecheriakov    |
| Maurer Motorsport                 | Chevrolet Aveo      | S1600   | 48 | Wilson Borgnino         |
| Rennsport Team Grossmann          | Ford Fiesta ST      | S1600   | 49 | Steffen Grossmann       |
| NK Racing Team                    | Ford Fiesta ST      | S1600   | 50 | Ronny Reinsberger       |
| NK Racing Team                    | Ford Fiesta ST      | S1600   | 51 | Michael Golz            |
| Team Lux Motor                    | Ford Fiesta ST      | S1600   | 52 | Gilles Bruckner         |

| Ikon  | Osztály             |
| ----- | ------------------- |
| S2000 | Super 2000          |
| SMT   | Single-makes Trophy |
| SuPro | Super Production    |
| S1600 | Super 1600          |